# إيباي يانوس
إيباي يانوس غاراتيا الإسبانية: [iˈβaj ˈʎanos ɡaɾaˈtea](بالإسبانية:Ibai Llanos Garatea) هو مشهور إنترنت إسباني و يوتيوبر و مذيع و معلق على الرياضات الإلكترونية. كان منشئ محتوى لشركة جي 2 إيسبورتس من عام 2020 إلى عام 2021.  و هو المؤسس المشارك لمنظمة الرياضات الإلكترونية موفي ستار كي أو أي بجانب لاعب كرة القدم الإسباني و مدافع برشلونة السابق جيرارد بيكيه . 
قناته على منصة البث المباشر تويتش ، هي القناة الأكثر متابعة وفقًا لشركة التحليلات سوشال بليد .  لديه أكثر من 13 مليون مشترك على قناته الرئيسية على اليوتيوب و إجمالي أكثر من أربعة مليارات مشاهدة.  في عام 2021، أطلقت عليه مجلة فوربس إسبانيا لقب صانع المحتوى الأكثر تأثيرًا على وسائل التواصل الاجتماعي في إسبانيا . 